# ArjoHuntleigh
ArjoHuntleigh (читается АрджоХа́нтли) — глобальный производитель медицинского оборудования, подразделение Getinge Group.
Компания «ArjoHuntleigh» выпускает оборудование для ухода за пациентами и гигиены, дезинфектанты, изделия для профилактики тромбоза глубоких вен, медицинские кровати, лечебные матрасы и диагностические приборы.
Основные области специализации компании — повышение мобильности малоподвижных пациентов и лиц пожилого возраста, обеспечение гигиенического ухода за ними, лечение ран, инфекционный контроль, диагностика, мероприятия по предотвращению развития пролежней и тромбоза глубоких вен нижних конечностей с развитием трофических язв.

## История
Компания Arjo, основанная в 1957 году шведским предпринимателем Арне Йоханссоном, изначально производила комплектующие и детали машин, в том числе для медицинского оборудования. Йоханссон одним из первых осознал потребность в оборудовании для купания и перемещения пациентов в сфере здравоохранения и ухода за пожилыми людьми. 
В конце 1960-х годов Arjo расширила продажи своей продукции в Западную Европу, включая Великобританию, Германию, Францию, Бельгию и США. В 1980-х годах  компания приобрела американскую Century и британскую Mecanaids, укрепив свои позиции на международном рынке товаров и оборудования для гигиены и ухода за пациентами. Впоследствии Arjo стала глобальным игроком в этой сфере.
В 1972 году компания Arjo выпустила первую ванну с регулируемой высотой. В 1989 году Arjo разработала первое поколение SARA (вспомогательное средство для вставания и подъема), а затем систему подъема пациентов Maxi Move. Разработка инновационных технологий продолжилась в 1990-х годах, сосредоточившись на разработке продуктов в области гигиены и систем перемещения пациентов.
В 1993 году компания Arjo с 1100 сотрудниками и продажами около 1300 млн шведских крон впервые разместила акции на фондовых биржах Стокгольма и Лондона, а в 1995 году была приобретена компанией Getinge, став основой для подразделения Extended Care с расширенным ассортиментом медицинского оборудования.
В период 2000-х годов компания Arjo существенно расширила свой портфель медицинского оборудования через ряд приобретений, включая BHM Medical в 2004 году и особенно значимое поглощение Huntleigh Technology PLC в 2007 году, что привело к созданию бренда ArjoHuntleigh, а в 2016 году совет директоров Getinge принял решение о разделении компании на два независимых предприятия - Getinge и Arjo.

## Экономические показатели и структура компании
Компания «ArjoHuntleigh» входит в группу компаний шведского концерна «Getinge Group», акции которого торгуются на Стокгольмской фондовой бирже. Концерн является поставщиком оборудования и систем в сфере здравоохранения.
Марка «ArjoHuntleigh» представляет департамент «Стационарная помощь и реабилитация», является вторым по продажам департаментом концерна (на первом месте — MAQUET), приносит концерну 32 % продаж (2008 год) и 29 % EBIT.
В 2008 году продажи «ArjoHuntleigh» увеличились на 2,7 %, органический рост продаж составил 4,9 %, рост EBIT — 2,2 %.
Продажи по регионам: Европа — 60 %, Северная Америка — 29 %, Азия и Австралия — 9 %, другие страны — 2 %.